# 马尾柴胡
马尾柴胡（学名：Bupleurum microcephalum）为伞形科柴胡属的植物，为中国的特有植物。分布于中国大陆的四川、甘肃等地，生长于海拔1,400米至3,200米的地区，一般生于路旁、开旷山坡及灌丛下，目前已由人工引种栽培。

## 别名
线柴胡（四川康定）、竹叶柴胡（四川马尔康）